# Mauro Trentini
Mauro Trentini (ur. 12 września 1975 w Trydencie) – włoski kolarz torowy i szosowy, dwukrotny medalista torowych mistrzostw świata.

## Kariera
Pierwszy sukces w karierze Mauro Trentini osiągnął w 1993 roku, kiedy został wicemistrzem świata juniorów w wyścigu punktowym. Trzy lata później, podczas igrzysk olimpijskich w Atlancie wraz z kolegami z reprezentacji zajął czwartą pozycję w drużynowym wyścigu na dochodzenie, przegrywając walkę o brązowy medal z Australijczykami. W tym samym roku wspólnie z Adlerem Capellim, Cristiano Cittonem i Andreą Collinellim wywalczył złoty medal w tej konkurencji na mistrzostwach świata w Manchesterze. Ponadto Trentini zdobył brązowy medal w indywidualnym wyścigu na dochodzenie podczas mistrzostw świata w Berlinie w 1999 roku. W wyścigu tym uległ jedynie dwóm Niemcom: Robertowi Bartko i Jensowi Lehmannowi.